# Beinhaus (Deidesheim)
Das Beinhaus in der pfälzischen Kleinstadt Deidesheim steht neben der Pfarrkirche St. Ulrich, wo sich früher der Friedhof der Stadt befand. Als Teil der unmittelbaren Umgebung der Pfarrkirche steht es unter Denkmalschutz. Es ist das einzige noch erhaltene Beinhaus der Pfalz.
Das Beinhaus steht in der südwestlichen Ecke des früher ummauerten alten Friedhofs, der vom 15. Jahrhundert bis zum 18. Jahrhundert um die Pfarrkirche herum lag. Es ist wahrscheinlich im späten 15. Jahrhundert errichtet worden, darauf lassen zum einen die Ähnlichkeit der Türen und der Fenster mit denen der benachbarten Pfarrkirche schließen, zum anderen eine Holzsäule, die in einer Ecke des Beinhauses steht und früher vermutlich das Dach stützte; sie trägt ein Wappen des Speyerer Bischofs Ludwig von Helmstatt. Auf der Nordseite sind je zwei Fenster und Türen. Die Fenster auf der Südseite wurden erst 1962 eingesetzt.
Das Beinhaus war bis 1783 in Gebrauch, bis 1962 diente es dann als Abstellraum. Heute ist es eine Gedenkstätte für die Gefallenen Deidesheims in den beiden Weltkriegen. In seinem Innern sind neben der Holzsäule noch drei Grabsteine aus dem 16. und 18. Jahrhundert aufgestellt.